# Tarka
La tharqa (en aimara; tarqa en quítxua) és una flauta de fusta en forma de prisma rectangular, d'una sola peça amb sis orificis. tots frontals —aquest instrument no té orificis posteriors per al dit polze, de manera que els intèrprets només poden utilitzar la pressió de l'aire bufat per aconseguir els aguts— i una embocadura; la grandària va des dels 20 a gairebé els 60cm.
La tharqa és una flauta vertical que en el sector mitjà duu els sis forats per als dits. Els instruments que es construïxen amb fins turístiques, com records, solen tenir bells tallats i pintures rics en colors, i sol també veure's aquest tipus de treballs en els instruments fabricats per ser executats, encara que també és molt comú que no duguin cap adorn.
És un important instrument del carnaval bolivià, sent un dels més utilitzats en aquestes festes pel seu so voluminós i alegre. N'hi ha una versió argentina, molt semblant, anomenada anata, que sol tocar-se en la zona de Jujuy, encara que en els darreres anys, producte de la important influència cultural que exerceix Bolívia en la música andina de la zona, aquesta va perdent terreny a mans de la més estesa tharqa.
Es formen grups per a tocar tarkeadas amb instrumentes de distintes afinacions amb intervals de quartes, quintes i octaves la qual cosa confereix un so molt particular a la tarkeada, car una mateixa digitació és repetida pels normalment dos o tres grups de tharqes.
A més, cal sumar el particular estil d'interpretació que té la tharqa (la tharqa ha de "plorar" quan sona), i les xicotetes diferències d'afinació habituals entre els diferents instruments artesanals reunits en qualsevol tarkeada.
Les afinacions més usades són les de la, do i mi bemoll.